# 天鵝座V460
天鵝座V460，又名BD+34 4500，HD 206570、SAO 71613、HR 8297，是天鵝座的一颗恒星，视星等为6.07，位于銀經85.01，銀緯-13.06，其B1900.0坐标为赤經21h 37m 47.9s，赤緯+35° -13.06′ 15″。